# Asedio de Dresde (1813)
El Asedio de Dresde fue un asedio durante la Guerra de la Sexta Coalición en 1813. Días antes de la Batalla de Leipzig, Napoleón ordenó dejar una guarnición en Dresde.

## Trasfondo
Días antes de la batalla de Leipzig, Napoleón intentaba interceptar a Blücher, quien estaba separado del ejército principal. Sin embargo, Blücher logró unirse a la fuerza principal dirigida por Carlos XIV Juan de Suecia. Al no poder interceptarlo, Napoleón se dirigió hacia Leipzig buscando una batalla decisiva, decidió dejar atrás una guarnición dirigida por Saint-Cyr para defender Dresde, ya que consideraba esencial mantener el control de la capital de Sajonia.

## Asedio
Después de la batalla de Leipzig los franceses se retiraron hacia Francia y la guarnición de Dresde fue aislada, siendo sitiada por el Cuerpo Ruso comandado por Alexander Ivanovich Ostermann-Tolstoi a quien se le unió el 26 de octubre al IV Cuerpo Austriaco, comandado por Johann von Klenau.

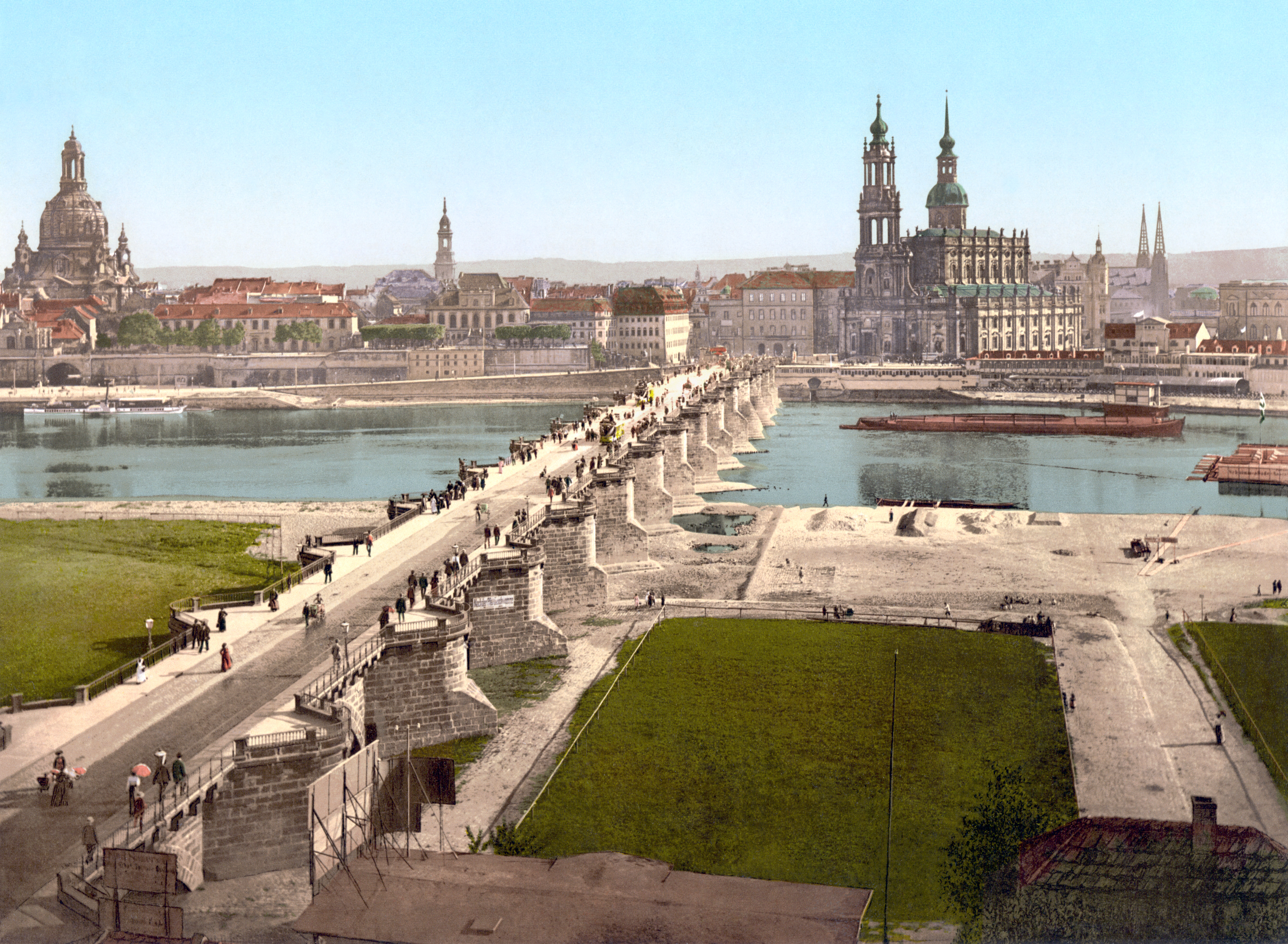

## La rendición
Laurent Gouvion rindió la ciudad a Klenau el 11 de diciembre de 1813. La ciudad se rindió entregando; 11 generales de división, 19 generales de brigada, 1.759 oficiales y 33.744 hombres y también 94 cañones. 